# Stadio Pierre de Coubertin (Cannes)
Lo stadio Pierre de Coubertin è uno stadio di calcio situato a Cannes, in Francia.
Principalmente utilizzato per le partite di calcio, è sede degli incontri casalinghi dell'Association Sportive de Cannes. Ha una capienza di 16.000 spettatori, limitata a circa 10.000 posti per motivi di sicurezza, e prende il nome dal dirigente sportivo francese Pierre de Coubertin.

## Storia
Originariamente progettato come impianto sportivo polivalente, lo stadio è stato inizialmente utilizzato per il rugby e l'atletica leggera e atletica. Dalla metà degli anni 1970, gli atleti dell'Athlétic Club de Cannes e i calciatori dell'AS Cannes hanno cominciato a condividere lo stadio; dopo che entrambi iniziarono ad avere maggiore successo, la coabitazione divenne più difficile, così gli atleti lasciarono lo Stade Pierre de Coubertin nel 1986 e si trasferirono in un nuovo impianto. Lo stadio è stato poi ristrutturato, eliminando la pista di atletica e rendendolo così adatto esclusivamente agli incontri calcistici. Il record di presenze si ebbe con la sfida del 31 luglio 1993 tra AS Cannes e Olympique Marsiglia, in cui si contarono 17.401 spettatori.
L'impianto ha ospitato due incontri del Trophée des Champions: nel 2002, l'Olympique Lione batté e il Lorient 5-1, mentre due anni dopo la compagine lionese superò ai rigori il Paris Saint-Germain.